# Infezioni correlate all'assistenza
Le infezioni correlate all'assistenza o ICA, in passato denominate anche infezioni ospedaliere o infezioni nosocomiali, sono infezioni acquisite che costituiscono la complicanza più frequente e grave dell’assistenza sanitaria, contratte all'interno di una qualsiasi struttura sanitaria, da ospedali per acuti, day-hospital/day-surgery, strutture di lungodegenza, ambulatori, assistenza domiciliare a strutture residenziali territoriali. Le ICA includono infezioni esogene, trasmesse dall'esterno, da persona a persona o tramite gli operatori e l'ambiente, e infezioni endogene, causate da batteri presenti all'interno del corpo. 

## Descrizione
L'OMS sottolinea le caratteristiche fondamentali delle ICA:
- infezioni che avvengono non solo in ospedale ma anche in ambienti non ospedalieri come RSA (residenze sanitarie assistite), ambulatori specialistici, studi medici privati, studi dentistici, comunità terapeutiche psichiatriche, etc.
- l'infezione avviene quasi sempre tramite il contatto tra "fonte-veicolo-ospite". Il veicolo più frequente sono le mani degli operatori, coinvolte in tutte le pratiche terapeutiche ed assistenziali. Altre modalità di contagio sono ambientali (presenza di agenti patogeni nell'aria e sulle superfici), procedure mediche quali la ventilazione artificiale, emodialisi, pratiche medico-chirurgiche non invasive, mininvasive o invasive.

Le infezioni ospedaliere avvengono in pazienti ricoverati per una causa diversa dall’infezione e senza segni di malattia infettiva in corso di incubazione al momento del ricovero, si manifestano 48 ore dopo il ricovero in ospedale e fino a 3 giorni dopo la dimissione e fino a 30 giorni dopo un’operazione. Sono generalmente causate da microrganismi opportunisti, presenti nell'ambiente, che di solito non danno luogo ad infezioni, ma possono provocarle in pazienti defedati e immunodepressi (immunocompromessi) sia durante il ricovero sia dopo la dimissione, oppure da agenti patogeni che, selezionatisi in un ambiente dove si fa un uso elevato di antibiotici di vario tipo, acquisiscono particolare virulenza e resistenza ai trattamenti terapeutici.

## Cause
Le principali cause di ICA sono:
- l'introduzione di sempre nuove tecnologie sanitarie, l'utilizzo prolungato di dispositivi medici invasivi e interventi chirurgici complessi, che possono favorire l’ingresso di microrganismi in sedi corporee normalmente sterili;
- l’indebolimento del sistema di difesa dell'organismo (immunosoppressione) o gravi patologie concomitanti;
- la scarsa applicazione di misure di igiene ambientale e di prevenzione e controllo delle infezioni in ambito assistenziale;
- l’emergenza di ceppi batterici resistenti agli antibiotici, per il loro uso scorretto o eccessivo, che complica il decorso di molte ICA.

## Prevenzione
Per affrontare l'aumento delle infezioni ospedaliere e dell'inefficacia della terapia antibiotica verso i microrganismi multi-resistenti, nelle sale operatorie in Svezia viene impiegato un nuovo tipo di flusso laminare mobile che investe il sito chirurgico e il tavolo porta ferri con un flusso d'aria "ultra-pulita", riducendo la carica batterica fino a 95% tramite filtri Hepa, senza interferire con il sistema di ventilazione esistente. Nella clinica universitaria di Uppsala, il tasso di infezione dei pazienti operati è sceso da 5,5% a meno di 0,5%.
Una modalità per combattere le infezioni ospedaliere è quella di ridurre o eliminare il numero dei microorganismi sulle superfici di oggetti che vengono toccati frequentemente, come maniglie, rubinetti, ringhiere, piastre, ecc. Queste superfici possono ricevere e ospitare molti batteri patogeni che giungerebbero ai pazienti con il contatto, stimato intorno all'80%.
Sono in corso alcune sperimentazioni all'interno di ospedali per valutare l'azione del rame e delle sue leghe, che posseggono attività antibatterica intrinseca; i risultati finora ottenuti sono molto promettenti: all'ospedale Selly Oak di Birmingham (Gran Bretagna) dove, sugli oggetti in rame, è stata registrata una diminuzione del 90-100% dei batteri e all'Hospital del Cobre di Calama (Cile) dell'84%. Tre ospedali americani sono stati sede di un clinical trial, i cui dati preliminari hanno mostrato una diminuzione del 97% dei batteri patogeni sugli oggetti in rame ed una riduzione del 40,4% del rischio di contrarre un'infezione nosocomiale da parte del paziente.
Le infezioni ospedaliere costituiscono una delle più comuni complicanze delle prestazioni sanitarie. Le attività necessarie per la loro prevenzione e controllo sono articolate e comprendono interventi di ordine procedurale, organizzativo, strutturale, sulla gestione dei dispositivi medici, sulla formazione e informazione del personale, sulla sicurezza delle cure.
La letteratura scientifica ha evidenziato che circa il 60% dei casi potrebbe essere evitato con una stretta adesione alle indicazioni delle linee guida di prevenzione. 
Il contatto tra operatore sanitario e paziente è la causa principale di trasmissione di batteri e il lavaggio delle mani rappresenta un importante fattore preventivo, in grado di diminuire la trasmissione delle infezioni del 30%. L'uso appropriato degli antibiotici, evitando l'impiego di quelli ad ampio spettro per infezioni banali, può contribuire alla riduzione della antibiotico-resistenza. 

## Risarcimento da infezioni ospedaliere
Ove l'infezione ospedaliera sia derivata da imperizia della struttura ospedaliera e/o per essa dei medici, il paziente ha diritto al risarcimento dei danni subiti. Sul punto la giurisprudenza ha ritenuto che, ove il paziente dimostri il sopraggiungere dei sintomi da infezione batterica e il danno, è la struttura ospedaliera a dover dimostrare di aver adottato tutte le dovute precauzioni per evitare l'evento danno.